# Jean-Christophe Brétignière
Jean-Christophe Brétignière est un comédien français.

## Filmographie non-exhaustive

### Cinéma
- 1980 : La Vie privée de Marilyne (Una chica llamada Marilyn) de Jean Luret : Hervé
- 1984 : Les Rats de Manhattan (Rats - Notte di terrore) de Bruno Mattei : Lucifer
- 1990 : Portes ouvertes (Porte aperte) de Gianni Amelio : Philippe
- 1992 : Tableau d'honneur de Charles Nemes : Le mécano
- 2001 : La Folie des hommes (Vajont - La diga del disonore) de Renzo Martinelli : Edoardo Semenza
- 2009 : Le Dernier pour la route de Philippe Godeau : Le père d'Hervé
- 2015 : Papa Lumière d'Ada Loueilh : Voix
- 2015 : Microbe et Gasoil de Michel Gondry : le proviseur
- 2017 : 120 battements par minute de Robin Campillo : le directeur de l'ANRS
- 2018 : Un amour impossible de Catherine Corsini : Régis
- 2023 : Des mains en or d'Isabelle Mergault

### Télévision
- 1989 : La dolce casa degli orrori de Lucio Fulci : Carlo
- 1991 : Cas de divorce (Maître Beller)
- 2005 : Plus belle la vie de Christophe Andrei et Thierry Petit : Laurent Parrault (11 épisodes)
- 2011 : Louis XI, le pouvoir fracassé de Henri Helman : Pierre de Rohan-Gié

## Doublage

### Cinéma

#### Films
- Morné Visser dans :
  - The Kissing Booth (2018) : M. Flynn
  - The Kissing Booth 2 (2020) : M. Flynn
  - The Kissing Booth 3 (2021) : M. Flynn
- 2013 : Real : le père d'Atsumi (Yutaka Matsushige)
- 2020 : Safety : Dr Matthews (Tom Nowicki)
- 2021 : Don't Look Up : Déni cosmique : Dan Pawketty (Michael Chiklis)
- 2023 : Thanksgiving : La Semaine de l'horreur : ? ( ? )

### Télévision

#### Téléfilms
- 2008 : Un Lycée dans l'angoisse : Adrian Pagel (Thomas Schendel (de))
- 2018 : Coach en mariage… et amoureuse : le révérend (Tom Tasse)
- 2021 : La Folie d’une mère : L'Histoire vraie de Debora Green : Dr Mark Sutton (Paul Essiembre)
- 2021 : Ensorcelée par Noël : Ted Kingsley (Howard Hoover)

#### Séries télévisées
- 2008 : Bella et ses ex : Jimmy Bloom (William Russ) (9 épisodes)
- 2009 : Sons of Anarchy : Ule (Jason Matthew Smith (en)) (saison 2)
- 2017-2020 : Dark : Alesksander Tiedemann (Peter Benedict (en)) (17 épisodes)
- 2023 : Yu Yu Hakusho : ? ( ? )

#### Séries d'animation
- 2002-2003 : GetBackers : voix additionnelles
- 2003-2004 : Gungrave : Bunji Kugashira
- 2005-2006 : Norman Normal : voix additionnelles (saisons 2 et 3)
- 2012 : One Piece : Bilic (épisode spécial de Luffy), voix d'ambiances
- 2021 : Queer Force : Carter Doppelbaum (épisode 6)
- 2022 : Coma héroïque dans un autre monde : voix additionnelles
- 2023 : Noble New World Adventures : Darmetia
- 2024 : Code Geass: Rozé of the Recapture (en) : Vallen

### Jeu vidéo
- 2019 : The Dark Pictures Anthology: Man of Medan : Junior

### Publicité
- XTB (Mads Mikkelsen)